# M 95 (галактика)
Messier 95 (англ. M 95, NGC 3351, рус. Мессье 95, другие обозначения — UGC 5850, MCG 2-28-1, ZWG 66.4, IRAS10413+1158, PGC 32007) — галактика в созвездии Лев. Находится на расстоянии 38 миллионов световых лет от Млечного Пути.
Этот объект входит в число перечисленных в оригинальной редакции «Нового общего каталога».

## История исследований
Галактика была открыта французским астрономом Пьером Мешеном в 1781 году, внесена в каталог Шарлем Мессье через четыре дня после открытия.
Была классифицирована Хабблом как образец галактики SBb.

## Окружение

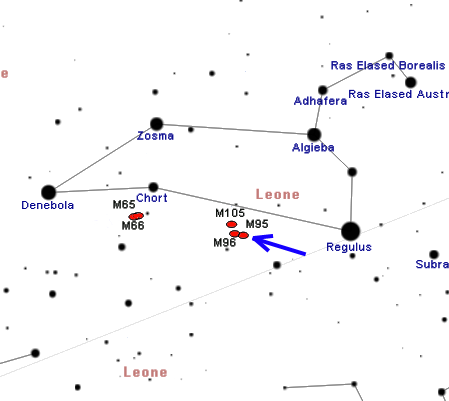
Карта окрестностей галактики M 95.

Галактика входит в состав Группы M 96, расположенной в созвездии Льва группы галактик, которая включает в себя также галактики M 96 и M 105 и ряд карликовых галактик.

## Сверхновая
16 марта 2012 в галактике была обнаружена сверхновая, получившая обозначение SN 2012aw.

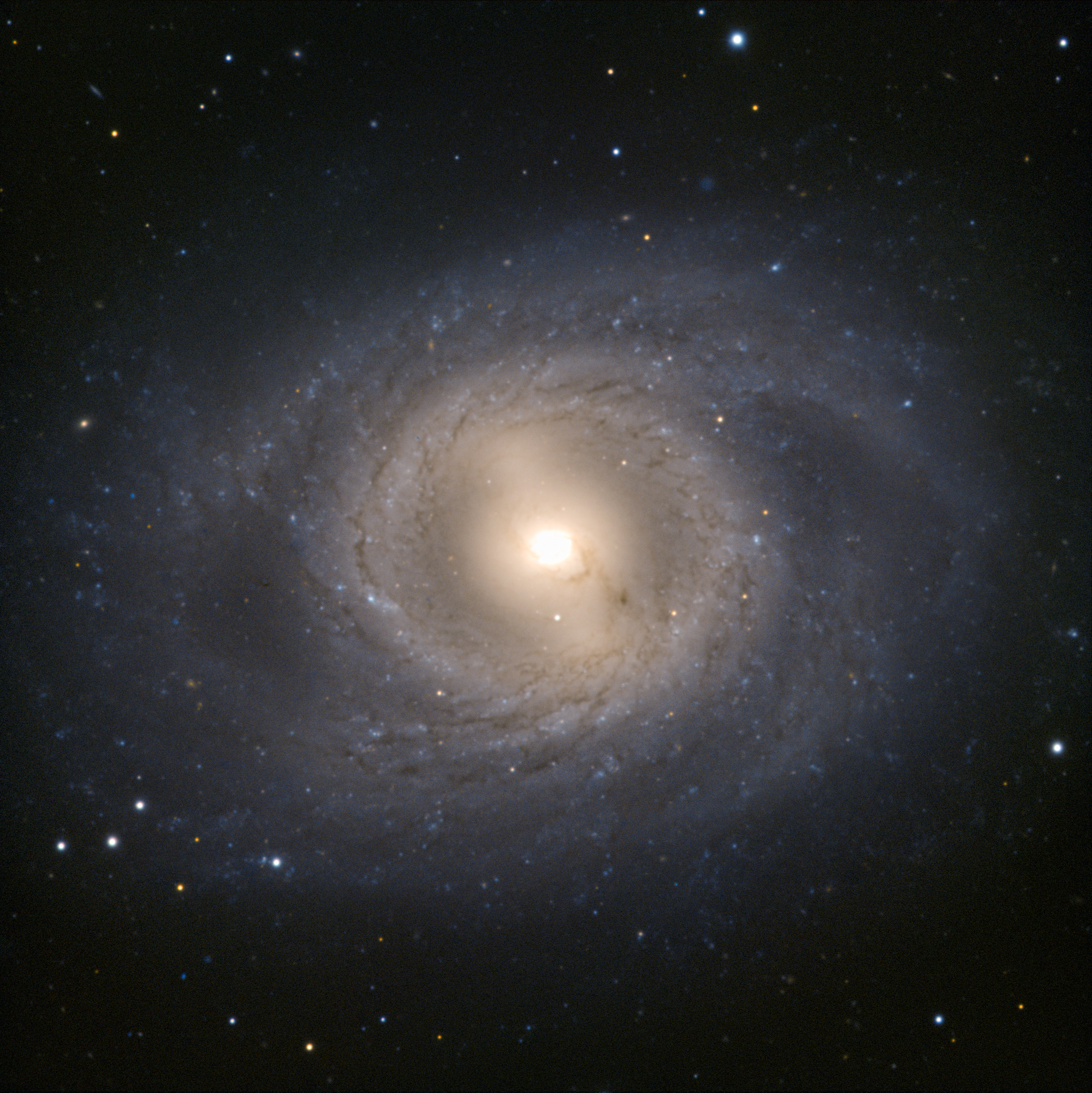
Снимок VLT галактики M 95
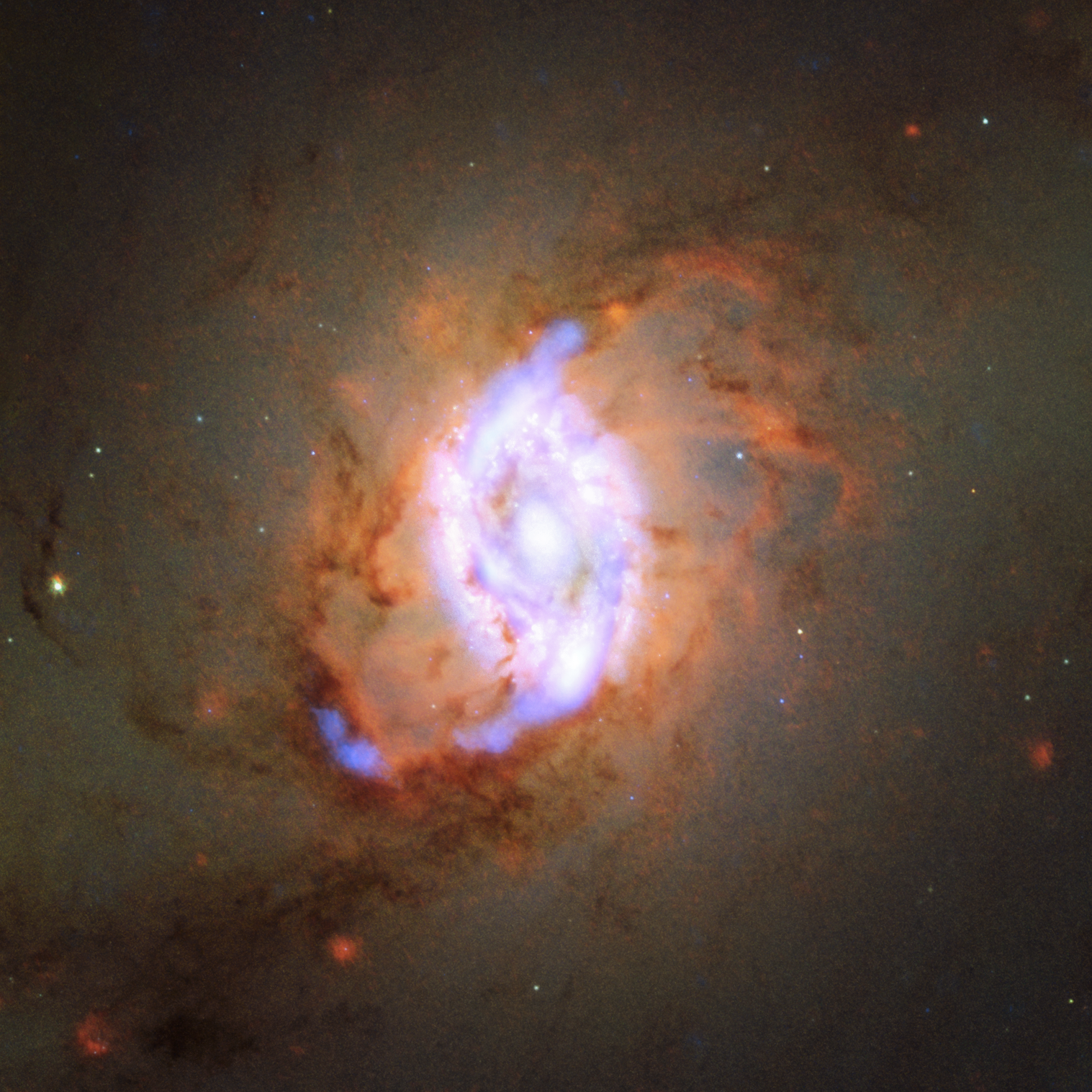
Ядро галактики M 95, снимок получен по данным ALMA, телескопа Хаббл и VLT